# Intruders (film, 2015)
Pour les articles homonymes, voir Intruders.
Pour plus de détails, voir Fiche technique et Distribution.
Intruders (Shut In) est un film d'horreur américain réalisé par Adam Schindler, sorti en 2015.

## Synopsis
Anna, atteinte d’agoraphobie sévère, vit recluse depuis 10 ans dans une vieille maison en périphérie de ville en Louisiane.
Lorsque des cambrioleurs s'introduisent chez elle par effraction pour la voler, elle est terrifiée mais incapable de s'enfuir et de leur échapper.
Malheureusement pour eux, l'agoraphobie n'est pas la seule psychose dont semble souffir la jeune Anna qui a plus d'un tour dans son sac...

## Fiche technique
- Titre original : Intruders
- Réalisation : Adam Schindler
- Production : Metropolitan FilmExport
- Société de production :
- Société de distribution : Metropolitan FilmExport
- Dates de sortie :
  - États-Unis : 15 janvier 2015 ;
  - France : 20 avril 2016 (directement en vidéo)

## Distribution
- Beth Riesgraf : Anna
- Rory Culkin : Dan Cooper
- Leticia Jimenez (VF : Celia Torrens) : Charlotte
- Jack Kesy : J.P. Henson